# Maison Finlandia
Pour les articles homonymes, voir Finlandia.

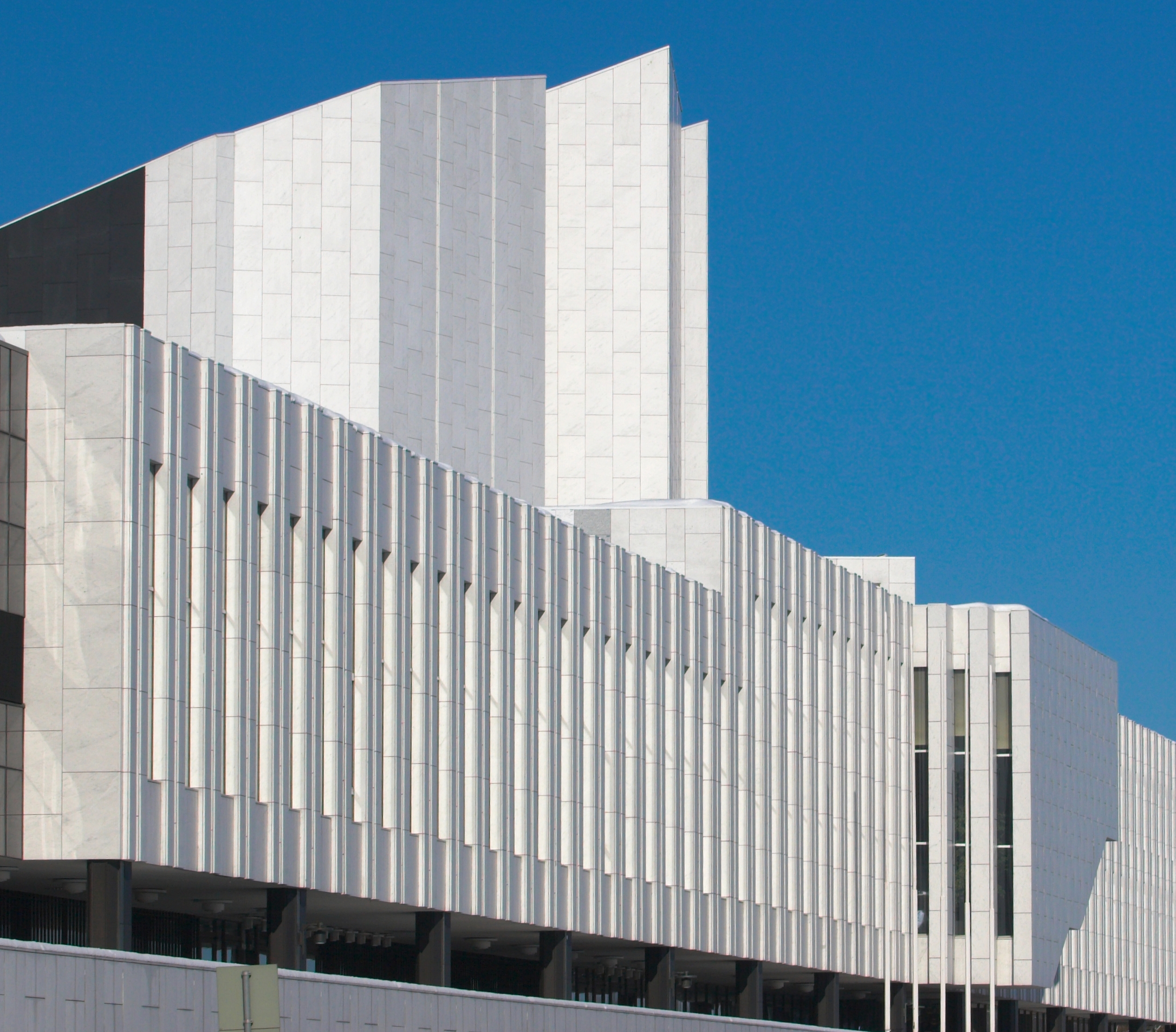
La maison Finlandia.

La maison Finlandia (en finnois : Finlandia-talo, en suédois : Finlandiahuset) est un centre de concerts et de congrès situé le long de la baie de Töölö (Töölönlahti), à Helsinki, en Finlande. 

## Histoire

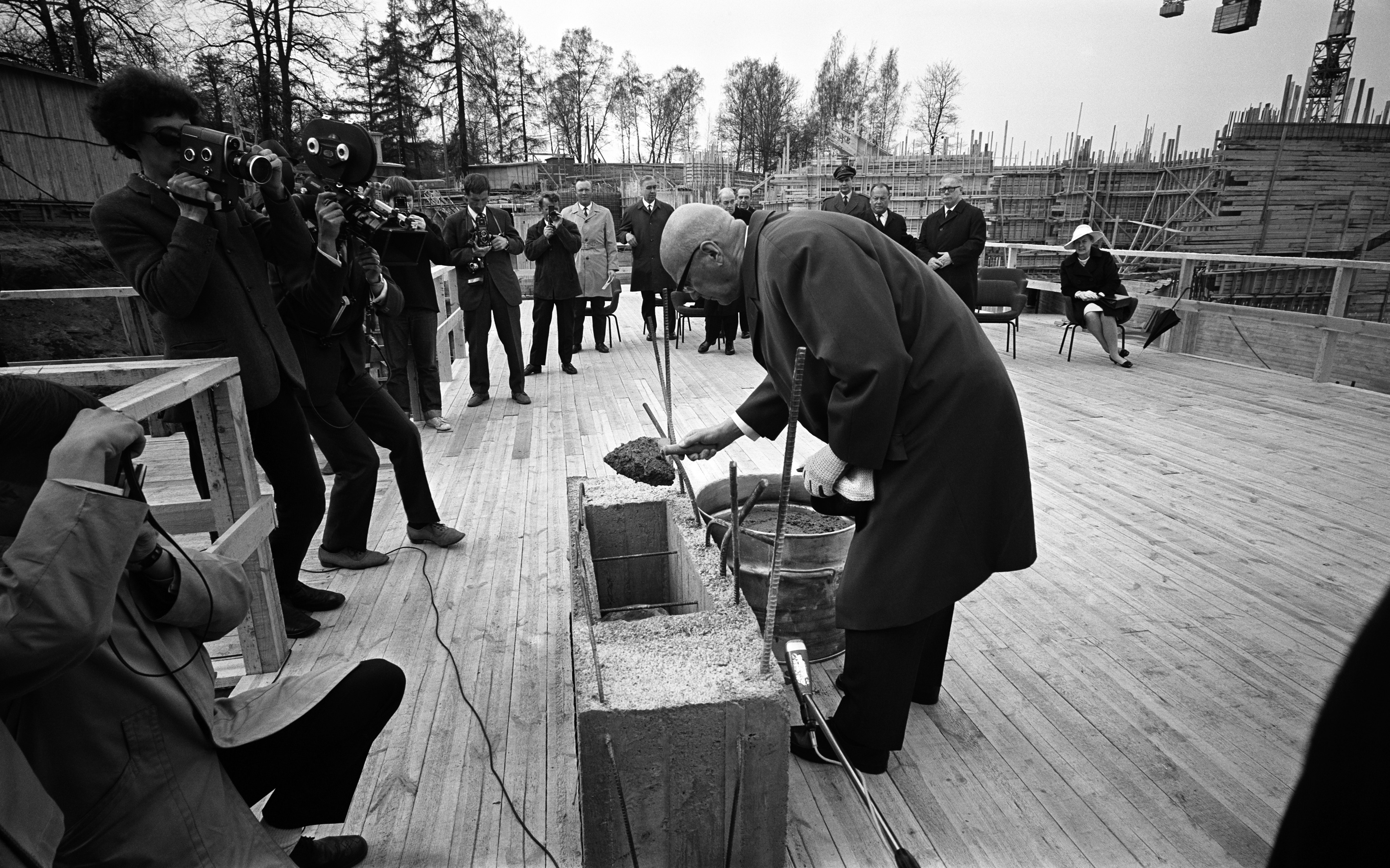
Pose de la première pierre, le 14 mai 1969, par le président de la République de Finlande Urho Kekkonen.

La ville d’Helsinki demande à Alvar Aalto de concevoir un centre de concerts et de congrès dans le cadre de la réalisation de son plan d'urbanisme du nouveau centre-ville présenté par Aalto en 1961. Le bâtiment des concerts est conçu en 1962 et construit entre 1967 et 1971. L'aile accueillant les congrès est conçue en 1970 et construite de 1973 à 1975. Ses murs abritent la conférence internationale d'Helsinki, qui se conclut le 1er août 1975 par la signature par trente-trois États européens, dont l'URSS, ainsi que les États-Unis et le Canada des accords d'Helsinki, point d'orgue de la Détente. 
Un nouvel espace d'exposition et de réunions est livré au printemps 2011. En 2011, l'Orchestre philharmonique d'Helsinki part pour la Maison de la musique d'Helsinki et la maison devient principalement un centre de congrès. 

## Inauguration
L'inauguration a lieu le 2 décembre 1971. Le concert inaugural présente en première Meren tytär d'Einojuhani Rautavaara et la Sinfonia (opus 24) d'Aulis Sallinen. Le violoniste Isaac Stern joue comme soliste de l'orchestre philharmonique d'Helsinki le concerto pour violon de Jean Sibelius. Après la cérémonie inaugurale, l'acoustique de la salle reçoit des avis mitigés.

## Architecture
Les caractéristiques principales du bâtiment sont ses masses horizontales et la tour en pente qui émerge du toit. Aalto pensait que cela améliorerait l'acoustique par cette chambre de résonance. L'espace est invisible pour le public, mais il est possible d'obtenir une réverbération profonde, qui est caractéristique des églises. Le bâtiment offre aussi une illusion d'optique (visible sur la photographie à droite) où la tour du Musée national de Finlande semble sortir de la tour de la maison Finlandia. Cet effet a été obtenu en ayant une partie de la tour de la maison de couleur noire afin que l'illusion de continuité apparaisse quand on regarde la maison de l'autre rive de la baie de Töölö. 
La façade principale est en marbre blanc qui contraste avec le granite gris. Aalto voulait ainsi faire un lien avec les cultures de la Méditerranée. Les toitures sont en cuivre, qui a pris une patine verte, et les boiseries des fenêtres sont en teck. L'intérieur est aussi en marbre avec des décorations en bois dur et en céramique. 
On remarque l'escalier large et peu profond à la vénitienne qui mène du rez-de-chaussée à l'auditorium et à la salle de musique de chambre.

### Salles
L’auditorium principal appelé Salle Finlandia a 1 700 places et présente des balcons en marbre et des murs de couleur bleu-cobalt décorés de bois courbé. 
L'auditorium dispose des premières orgues fabriquées pour une grande salle de concert en Finlande. Elles sont de la Fabrique d'orgues de Kangasala et leur façade est de Alvar Aalto,.
La salle de congrès dispose de 450 à 900 places selon la configuration. 
La salle Helsinki a 340 sièges.
La salle de la terrasse dispose de 250 places 
La nouvelle Véranda dispose de 1 035 places.
Et la maison Finlandia abrite des petites salles de plusieurs dizaines de places.

### Façades
À la fin des années 1990, la maison Finlandia reçoit une publicité négative quand les carreaux fins en marbre blanc de Carrare, qui couvrent les façades, cèdent en nombre significatif durant les hivers finlandais. Le problème avait déjà été évoqué au début des années 1980, quand ce phénomène commençait à apparaître. 
Le revêtement extérieur est en carreaux de marbre de trois centimètres d’épaisseur qui ont tendance à se courber car ils sont trop fins et soumis aux conditions rigoureuses de l'hiver finlandais. La société d'Alvar Aalto et la Direction des musées de Finlande commencent à étudier les solutions possibles, dont celle qui consiste à remplacer les carreaux par des plaques en granite de Finlande plus durables. 
En 1998, les carreaux sont remplacés par de nouveaux carreaux en marbre blanc de Carrare un peu plus épais et fixés sur des plaques en béton. Cependant, en 2006, de nombreuses plaques ont commencé à se gondoler. Un problème identique a affecté d'autres bâtiments d’Helsinki conçus par Aalto et utilisant des plaques en marbre de Carrare.

## Créations

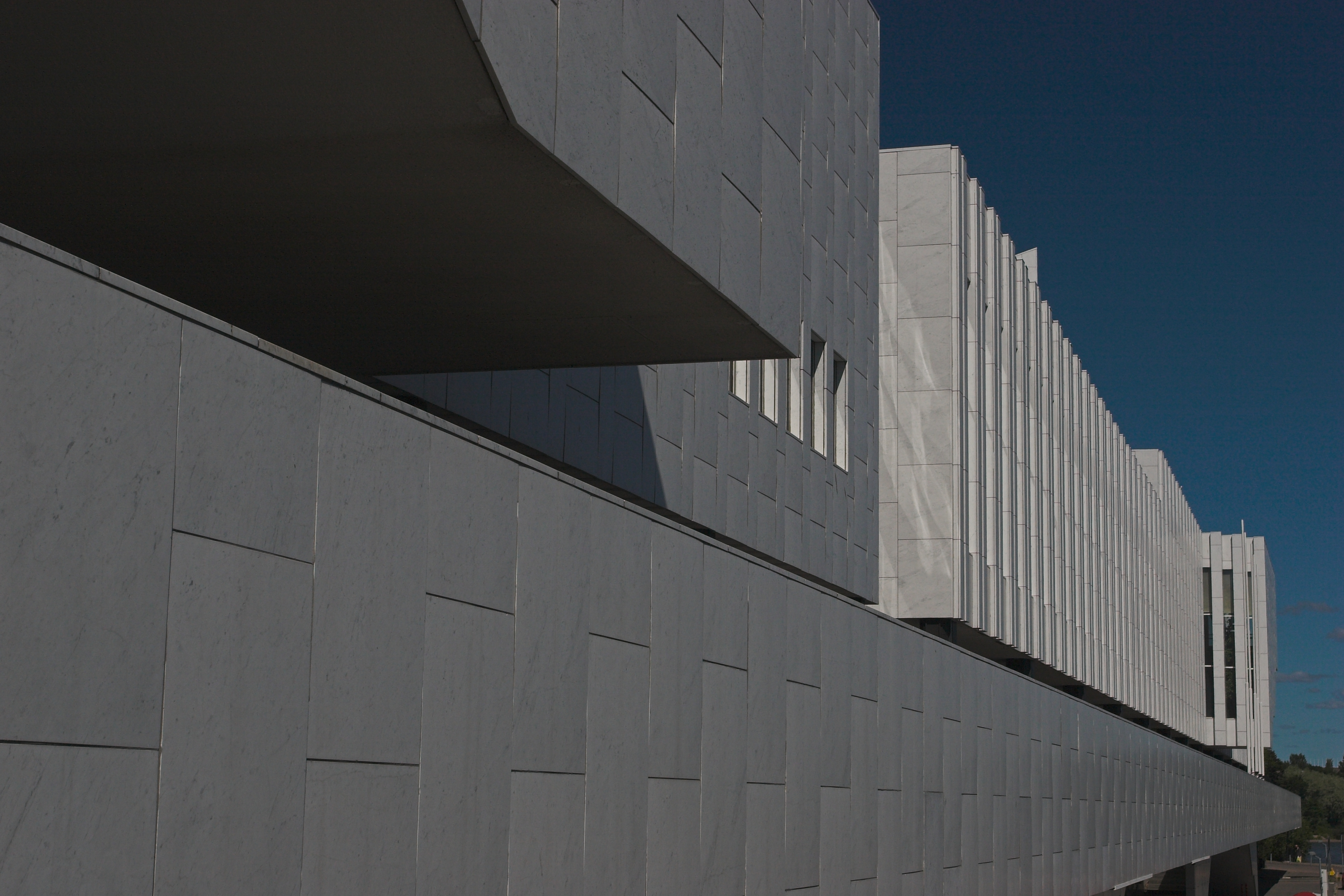
Vue de la façade orientale montrant la courbure des plaques de marbre.

Le concerto pour clarinette de la compositrice Kaija Saariaho, D'OM LE VRAI SENS, est créé le 8 septembre 2010.